# Sanilhac (Dordonha)
Sanilhac é uma comuna francesa na região administrativa da Nova Aquitânia, no departamento da Dordonha. Estende-se por uma área de 59.90 km². Em 2010 a comuna tinha 4 676 habitantes (densidade: 78,1 hab./km²).
Foi criada em 1 de janeiro de 2017, a partir da fusão das antigas comunas de Notre-Dame-de-Sanilhac (sede da comuna), Breuilh e Marsaneix.